# 前185年
| 千纪： | 前1千纪 |
| 世纪： | 前3世纪 \| 前2世纪 \| 前1世纪                                                                                         |
| 年代： | 前210年代 \| 前200年代 \| 前190年代 \| 前180年代 \| 前170年代 \| 前160年代 \| 前150年代                               |
| 年份： | 前190年 \| 前189年 \| 前188年 \| 前187年 \| 前186年 \| 前185年 \| 前184年 \| 前183年 \| 前182年 \| 前181年 \| 前180年 |
| 纪年： | 西汉高后三年 |

## 大事记
- 印度孔雀王朝將軍華友刺殺最後一任國君堅車王，建立巽伽王朝。

## 出生
- 克婁巴特拉二世：古埃及托勒密王朝的王后和共治女王。托勒密五世的女兒，母親是塞琉古帝國的公主克利奧帕特拉一世。其兄弟托勒密六世和托勒密八世的妻子。

## 逝世
- 騶搖，西漢時東甌王。